# Норт Хилс (Западна Вирџинија)
Норт Хилс (енгл. North Hills) град је у америчкој савезној држави Западна Вирџинија.

## Демографија
По попису из 2010. године број становника је 832, што је 48 (-5,5%) становника мање него 2000. године.
| Група             | 2000.       | 2010.       |
| Белци             | 801 (91,0%) | 760 (91,3%) |
| Афроамериканци    | 5 (0,6%)    | 17 (2,0%)   |
| Азијати           | 45 (5,1%)   | 38 (4,6%)   |
| Хиспаноамериканци | 14 (1,6%)   | 8 (1,0%)    |
| Укупно            | 880         | 832         |